# Pascal Fantodji
Pascal Fantodji, 1943 - 6 avril 2010, est un mathématicien béninois et fondateur du Parti communiste du Bénin (PCB). 

## Biographie

### Origines et éducations
Pascal Fantodji nait en 1943 à Djakotomey dans le département du Couffo au Bénin. Il fait ses études secondaires au lycée Victor-Ballot en 1954 avant de les poursuivre en France en 1961. Il est titulaire d'un doctorat en mathématiques. 

### Parcours professionnel et politique
De 1967 à 1971, il est assistant à la Faculté des sciences de Lille et devient professeur de mathématiques spéciales à l’Ecole Sainte Geneviève de Versailles entre 1972 et 1974. En 1975, il devient enseignant vacataire en mathématiques à l’Ecole Spéciale des Travaux Publics de Paris. 
Le 31  décembre 1977, il crée l'Union des Communistes du Dahomey qui devient le PCB et s'exile en Côte d'Ivoire. Pascal Fantodji y enseige aussi  les mathématiques dans plusieurs établissements dont l'institut national supérieur de l'enseignement technique de Yamoussoukro . Il revient au Bénin et se porte candidat à l'élection présidentielle de 1996 en obtenant 1,08% des voix. 
En 1997, il fonde l’Institut International pour la Recherche et la Formation et développe, en janvier 2004, le concept « la nécessité de l’introduction des masses à la science dans leur langue ». Pour lui, « l’accès à l’universel qui apparaît d’essence cognitive ne peut se faire que par la langue particulière de sa culture ». Il meurt  le 5 avril 2010 à Cotonou à l'âge de 68 ans.

## Œuvres
Pascal Fantodji est également auteur et co-auteur de plusieurs publications.
- 2001: l'ouvrage La ligne politique du parti communiste en œuvre publié aux éditions La Flamme à Cotonou[8].
- 1996 :   il sort les articles Pascal Fantodji, candidat aux présidentielles "96" pour une république démocratique, indépendante et moderne (R.D.I.M.) : programme commmenté de gouvernement publié aux éditions La Flamme à Cotonou[9] et Adresses de Pascal Fantodji : aux nationalités, aux couches populaires, aux hommes en armes, aux comités d'action et de lutte et à la démocratie révolutionnaire. Suivies de Extraits de "La Vérité des faits" no 80, du 27 mars 1996 édité par le PCB[10].